# Kongsvinger (stacja kolejowa)
Kongsvinger – stacja kolejowa w Kongsvinger, w regionie Hedmark w Norwegii, jest oddalona od Oslo Sentralstasjon o 100 km.

## Położenie
Jest końcową stacją towarowej linii Alnabru-Kongsvingerlinjen, jest położona na Kongsvingerbanen. Leży na wysokości 148,1 m n.p.m..

## Ruch dalekobieżny
Ze stacji odjeżdżają pociągi w kierunku  Elverum i Oslo Sentralstasjon oraz międzynarodowe do Sztokholmu w liczbie 5 połączeń dziennie. 

## Ruch lokalny
Jest stacją końcową linii 460 szybkiej kolei miejskiej w Oslo. Pociągi odjeżdżają co pół godziny w szczycie i co godzinę poza godzinami szczytu; część pociągów nie zatrzymuje się na wszystkich stacjach. 

## Obsługa pasażerów
Poczekalnia, kasa biletowa, telefon publiczny, kiosk, ułatwienia dla niepełnosprawnych, parking na 100 miejsc, parking rowerowy, przystanek autobusowy, postój taksówek.